# Wings of War
Wings of War — компьютерная игра, симулятор, в России известная как Крылья первой мировой. Разработанная Silver Wish Games и изданная Gathering.

## Геймплей

### Техника
В Wings of War представлено большое количество самолётов времён Первой мировой войны от тяжёлых бомбардировщиков до истребителей, на стороне Германии имеется 14 видов самолётов, у Франции — 15. Также присутствует противовоздушная артиллерия, автомобили, танки, дирижабли, аэростаты, корабли и поезда.

### Бонусы
При уничтожении объектов, помеченных флажком или при прохождении через маркеры определённого цвета даются следующие бонусы:
- Красный цвет — восстановление здоровья
- Синий — щит (Самолёт неуязвим, пока щит не будет уничтожен столкновениями о землю или при обстреле самолёта игрока вражескими)
- Зелёный — модернизация двигателя
- Жёлтый — добавляется ещё один пулемёт (максимальное количество — 5)
- Лиловый — дополнительные ракеты
- Светло-жёлтый — дополнительные бомбы
- Белый — неуязвимость (На некоторое время)
- Чёрный — дополнительные очки

Бонусные задания даются во время миссии. Для его принятия необходимо, чаще всего, подлететь к маркеру за определённое время. В противном случае, бонусное задание отменяется.

## Описание игры
Идёт Первая мировая война, вы — пилот и вам предстоит пройти 12 длинных миссий, сражаясь на стороне Франции с Германской имперской армией.

## Отзывы
| Сводный рейтинг | Сводный рейтинг | Сводный рейтинг |
| Издание         | Оценка          | Оценка          |
| Издание         | PC              | Xbox            |
| --------------- | --------------- | --------------- |
| GameRankings    | 68,80 %         | 64,90 %         |